# Михайловский сельский совет (Томаковский район)
Михайловский сельский совет (укр. Михайлівська сільська рада) — входит в состав
Томаковского района
Днепропетровской области
Украины.
Административный центр сельского совета находится в
с. Михайловка.

## Населённые пункты совета
- с. Михайловка
- с. Гарбузовка
- с. Новокатещино
- с. Чайки